# ريو إيشيباشي
ريو إيشيباشي (باليابانية: 石橋 凌) هو موسيقي ومغني وممثل ياباني، ولد في 20 يوليو 1956 في اليابان.

## أعمال

### أفلام
- (2003) القمر الطفل
- (2004) الحقد[4]
- (2006) الحقد 2[5]
- (2007) حرب

### مسلسلات
- المخرج العاري (2019)

## وصلات خارجية
- ريو إيشيباشي على موقع IMDb (الإنجليزية)
- ريو إيشيباشي على موقع ألو سيني (الفرنسية)
- ريو إيشيباشي على موقع ميوزك برينز (الإنجليزية)
- ريو إيشيباشي على موقع أول موفي (الإنجليزية)
- ريو إيشيباشي على موقع ديسكوغز (الإنجليزية)
- ريو إيشيباشي على موقع قاعدة بيانات الفيلم (الإنجليزية)
- ريو إيشيباشي على موقع ANN person (الإنجليزية)